# Мелиасхеви
Мелиасхеви (груз. მელიასხევი) — село в Грузии, на территории Тианетского муниципалитета края (мхаре) Мцхета-Мтианети.

## География
Село находится в центральной части Грузии, к западу от Сионского водохранилища реки Иори, на расстоянии приблизительно 11 километров (по прямой) к юго-юго-западу от посёлка городского типа Тианети, административного центра муниципалитета. Абсолютная высота — 1085 метров над уровнем моря.

## Население
По результатам официальной переписи населения 2014 года в Мелиасхеви проживал 71 человек (41 мужчина и 30 женщин). В национальной структуре населения грузины составляли 98,6 %.
| Год  | Население, человек |
| ---- | ------------------ |
| 2002 | 92                 |
| 2014 | ↘ 71               |